# Afera wizowa
Afera wizowa – afera polityczna w Polsce, która wybuchła latem 2023 roku, dotycząca korupcji podczas przyznawania wiz do Polski przez urzędników Ministerstwa Spraw Zagranicznych i służby konsularnej. W ramach śledztwa w sprawie afery wizowej zarzuty postawiono dotychczas dziewięciorgu podejrzanym, z których siedmioro przyznało się do winy - poinformowała Prokuratura Krajowa. Podała również, że postępowanie to obejmuje obecnie trzy główne wątki. Zgodnie z raportem NIK sfera dotyczyła 1593 wiz na ok. 6,5 miliona badanych w tym okresie co stanowiło około 0,2 promila wszystkich wiz wydanych w tamtym okresie. 

Polityka wizowa Strefy Schengen:
Strefa Schengen
Pozostali członkowie UE spoza strefy Schengen i terytoria krajów strefy Schengen poza strefą Schengen (swoboda przemieszczania się w strefie Schengen)
Wiza nie jest wymagana w przypadku krótkich pobytów w strefie Schengen, zazwyczaj 90 dni w dowolnym 180-dniowym okresie (UE 2018/1806, załącznik II).
Wiza wymagana do wjazdu do strefy Schengen, a w niektórych przypadkach do tranzytu przez niektóre kraje strefy Schengen (UE 2018/1806, załącznik I)
Wiza wymagana do wjazdu lub przejazdu przez dowolny kraj strefy Schengen (WE 810/2009, załącznik IV)

     Strefa Schengen
     Pozostali członkowie UE spoza strefy Schengen i terytoria krajów strefy Schengen poza strefą Schengen (swoboda przemieszczania się w strefie Schengen)
     Wiza nie jest wymagana w przypadku krótkich pobytów w strefie Schengen, zazwyczaj 90 dni w dowolnym 180-dniowym okresie (UE 2018/1806, załącznik II).
     Wiza wymagana do wjazdu do strefy Schengen, a w niektórych przypadkach do tranzytu przez niektóre kraje strefy Schengen (UE 2018/1806, załącznik I)
     Wiza wymagana do wjazdu lub przejazdu przez dowolny kraj strefy Schengen (WE 810/2009, załącznik IV)

## Kontekst
Polska jest jednym z 27 krajów znajdujących się w Strefie Schengen (23 kraje członkowskie Unii Europejskiej oraz Islandia, Liechtenstein, Norwegia i Szwajcaria). Na mocy układu z Schengen polityka wizowa strefy Schengen jest określana na poziomie paneuropejskim i obowiązuje wszystkie państwa będące jego stronami. W związku z brakiem kontroli granicznych pomiędzy państwami członkowskimi oznacza to, że wiza wjazdowa do jednego z krajów Strefy Schengen umożliwia pobyt lub transfer do dowolnego innego kraju tej strefy (z prawnymi obostrzeniami).

## Powstanie afery
Według informacji przekazywanych przez media sprawa tzw. „afery wizowej” miała polegać na „ręcznym kierowaniu” wydawania wiz imigrantom z Afryki oraz Azji Południowo-Wschodniej. Posłowie Platformy Obywatelskiej Jan Grabiec i Marcin Kierwiński po zakończonej kontroli donieśli, że od pierwszej połowy 2021 roku w polskich konsulatach wydano ponad ćwierć miliona wiz imigrantom z tych regionów.
Według doniesień dziennika Rzeczpospolita do polskich konsulatów miały trafiać z Ministerstwa Spraw Zagranicznych listy nazwisk, którym wydawano wizy wjazdowe do Polski. Imigranci z tak wydanymi wizami mieli trafiać do Polski, a później do Stanów Zjednoczonych i innych krajów globalnej północy, udając grupy turystów lub ekipy filmowe Bollywood, co świadczyłoby o braku kontroli nad wydawaniem wiz. Za wizę oraz transfer do Stanów Zjednoczonych mieli otrzymywać zapłatę w wysokości nawet 45 tysięcy dolarów.

## Ujawnienie afery

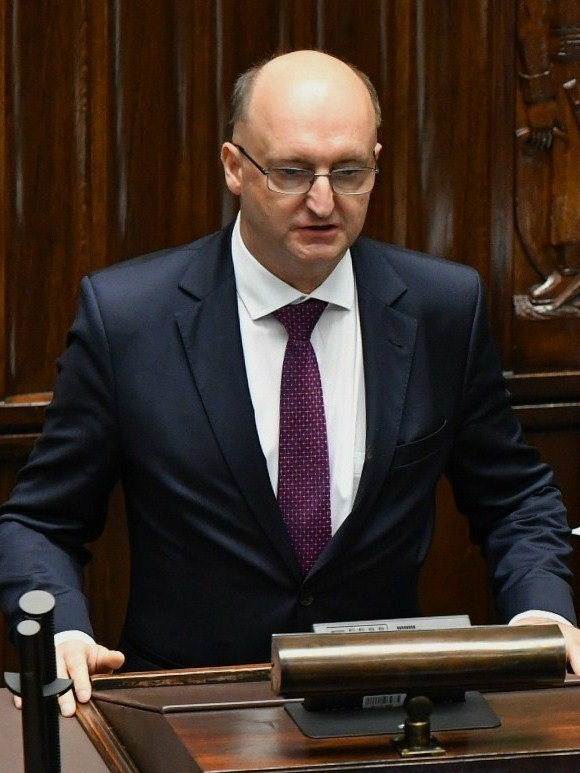
Piotr Wawrzyk w Sejmie w 2018 roku

31 sierpnia 2023 roku premier Mateusz Morawiecki odwołał Piotra Wawrzyka z funkcji sekretarza stanu w Ministerstwie Spraw Zagranicznych. Oficjalne oświadczenie w tej sprawie wymienia powód odwołania jako „brak satysfakcjonującej współpracy”. W późniejszych dniach w mediach zaczęły pojawiać się informacje, że odwołanie Wawrzyka miało związek z nieprawidłowościami związanymi z przyznawaniem wiz imigrantom z Afryki i Azji Południowo-Wschodniej, w związku z którymi zostały rozpoczęte śledztwa Prokuratury Krajowej, Centralnego Biura Antykorupcyjnego i Centralnego Biura Śledczego. Wawrzyk miał rzekomo koordynować ten proces wraz ze swoim współpracownikiem, Edgarem Kobosem.
Według Stanisława Żaryna, pełnomocnika rządu ds. bezpieczeństwa przestrzeni informacyjnej RP, pierwsze informacje o nieprawidłowościach były już znane służbom państwowym w lipcu 2022 roku, a śledztwo w tej sprawie rozpoczęto w marcu 2023 roku. O nielegalnym procederze polskie służby miały poinformować wywiad Stanów Zjednoczonych.

## Reakcje organów państwa
14 września 2023 roku Prezes Najwyższej Izby Kontroli Marian Banaś ogłosił wszczęcie kontroli doraźnej w Ministerstwie Spraw Zagranicznych, nazywając aferę możliwie jedną z największych w historii III RP.
15 września 2023 roku orędzie w mediach publicznych wygłosił Marszałek Senatu Tomasz Grodzki. W swoim przemówieniu poruszył temat naruszenia reputacji Polski na arenie międzynarodowej oraz wezwał prezydenta Andrzeja Dudę, premiera Mateusza Morawieckiego, wicepremiera Jarosława Kaczyńskiego, ministra spraw zagranicznych Zbigniewa Raua i ministra spraw wewnętrznych i administracji Mariusza Kamińskiego do wyjaśnienia procederu i oskarżył ich partyjnych kolegów o jego współorganizację i czerpanie z niego korzyści majątkowych. Orędzie Grodzkiego doczekało się krytyki m.in. ze strony Ministra Sprawiedliwości Zbigniewa Ziobry oraz ze strony wspierających rząd mediów, m.in. TVP Info.
Dzień później orędzie wygłosiła Marszałek Sejmu Elżbieta Witek. W przemówieniu zaatakowała politykę migracyjną Unii Europejskiej i jej członków, oskarżyła też Tomasza Grodzkiego o agitację wyborczą i kłamstwa w orędziu wygłoszonym dzień wcześniej. Zaatakowała również byłego Premiera i Przewodniczącego Rady Europejskiej Donalda Tuska, nawiązując do włoskiej wyspy Lampedusa (w związku z kryzysem migracyjnym w Europie). Komentatorzy polityczni i dziennikarze zarzucali jej agitację wyborczą i referendalną w związku z październikowymi wyborami parlamentarnymi oraz referendum.
Po wybuchu afery, media publiczne jak stacja telewizyjna TVP Info i flagowy program informacyjny TVP Wiadomości (wielokrotnie oskarżane przez opinię publiczną i medioznawców o skrajną stronniczość i wspieranie obozu rządzącego) unikały informowania swoich widzów o aferze. Po pewnym czasie zaczęły się ograniczać do krótkich komunikatów o nieprawidłowościach w MSZ i szybkiej reakcji rządu na to zjawisko, twierdząc przy tym, że afera wizowa nie jest aferą rządu Zjednoczonej Prawicy, tylko aferą Platformy Obywatelskiej.
Minister spraw zagranicznych Zbigniew Rau zaprzeczał aferze wizowej i nazywał ją celowym i świadomym kłamstwem opozycji. Prezydent Andrzej Duda w wywiadzie z Marcinem Wroną, który miał miejsce pod koniec września 2023 roku, mówił, że o aferze wizowej dowiedział się „na pewno nie przed kilkoma tygodniami”.
19 grudnia 2023 Sejm RP powołał Komisję Śledczą do zbadania legalności, prawidłowości oraz celowości działań, a także występowania nadużyć, zaniedbań i zaniechań w zakresie legalizacji pobytu cudzoziemców na terytorium Rzeczypospolitej Polskiej w okresie od dnia 1 stycznia 2019 r. do dnia 20 listopada 2023 r.
Według raportu NIK, sporządzonego na podstawie kontroli w MSZ prowadzonej do lipca 2024, w ostatnich latach rządów PiS wydano 366 tys. wiz dla obywateli państw muzułmańskich i afrykańskich. Często działo się to bez odpowiedniego sprawdzenia, na polecenie polityków PiS. Z raportu wynika, że kolejni ministrowie spraw zagranicznych – Witold Waszczykowski, Jacek Czaputowicz, Zbigniew Rau i Szymon Szynkowski vel Sęk – nie sprawowali należytego nadzoru nad procesem wizowym. Ponadto kontrolerzy NIK sugerują nietransparentny i korupcjogenny charakter mechanizmu wpływania na decyzje polskich konsulów.

## Konsekwencje
14 września 2023 opinii publicznej przekazano, że w sprawie afery siedem osób usłyszało zarzuty, a trzy osoby zostały tymczasowo aresztowane. W kwietniu 2023 roku na 3 miesiące został aresztowany Edgar Kobos.
W nocy 14/15 września 2023 były wiceminister spraw zagranicznych Piotr Wawrzyk trafił do szpitala „z zadrapaniami na nadgarstkach”. Prawdopodobnie usiłował lub pozorował popełnienie samobójstwa, o czym może świadczyć pozostawiony przez niego list pożegnalny. Według mediów Wawrzyk miał napisać w tym liście, że „nie zrobił nic złego, chciał pomagać ludziom bez względu na barwy polityczne i zapłacił za to najwyższą cenę”, a także, że „nie jest łapówkarzem”.
We wrześniu śledztwem prokuratury krajowej i CBA objętych było 268 uwzględnionych wniosków o przyspieszenie wydania wizy w polskich placówkach dyplomatycznych w Hongkongu, Tajwanie, Zjednoczonych Emiratach Arabskich, Indiach, Arabii Saudyjskiej, Singapurze, Filipinach i Katarze. Opozycja mówiła jednak, że podejrzenia budzą setki tysięcy wydanych pozwoleń; portal OKO.press, nie zaprzeczając zaistnieniu nieprawidłowości w przyznawaniu wiz stwierdził natomiast, że liczby osób które miały z nich skorzystać są zawyżane, skrytykował ponadto opozycyjnych polityków za szerzenie niechęci wobec imigrantów

### Reakcje międzynarodowe

#### Niemcy
W reakcji na aferę wizową rzecznik MSW Niemiec powiedział, że Berlin zakłada, „iż polskie władze wyjaśnią sprawę tak szybko, jak to możliwe”. 19 września 2023 minister spraw wewnętrznych Niemiec Nancy Faeser rozmawiała o tej sprawie ze swoim odpowiednikiem Mariuszem Kamińskim oraz wezwała w związku z tym polskiego ambasadora w Berlinie Dariusza Pawłosia, który spotkał się z sekretarzem stanu Berndem Krösserem.
23 września Kanclerz Niemiec Olaf Scholz podczas konferencji prasowej wezwał rząd Polski do podjęcia kroków w związku z sytuacją oraz zagroził, że możliwe byłoby zarządzenie przez niego wznowienia kontroli granicznych na granicy polsko-niemieckiej.

#### Unia Europejska
19 września 2023 roku niemiecki tabloid Bild doniósł o tym, że unijna komisarz do spraw wewnętrznych Ylva Johansson w liście do polskiego ministra spraw zagranicznych Zbigniewa Raua domaga się pełnego wyjaśnienia skandalu, dotyczącego nawet 350 000 zakupionych wiz. Komisarz wyznaczyła dzień 3 października jako ostateczny termin udzielania odpowiedzi na pytania zawarte w jej liście. Unijnej komisarz odpowiedział 22 września wiceszef MSZ Paweł Jabłoński. Nazwał on aferę wizową celowym działaniem mającym na celu zdyskredytować działania rządu w okresie kampanii przed zbliżającymi się wyborami parlamentarnymi. Poinformował również, że postępowanie prokuratury w sprawie nieprawidłowości przy wydawaniu wiz dotyczy 268 wniosków wizowych. Jednak jeszcze tego samego dnia rzeczniczka Komisji Europejskiej Anitta Hipper przekazała korespondentowi telewizji TVN24 w Brukseli, że Komisja uznała list polskiego wiceministra spraw zagranicznych za niewystarczający, gdyż nie odpowiada on w pełni na wszystkie pytania zadane przez komisarz Johansson. 3 października na forum Parlamentu Europejskiego odbyła się debata poświęcona polskiej aferze wizowej pod tytułem „Korupcyjna sprzedaż na dużą skalę wiz Schengen”. W trakcie debaty wiceprzewodniczący Komisji Europejskiej Margaritis Schinas stwierdził, iż „domniemane przypadki nadużyć i korupcji w polskim systemie wizowym są niezwykle alarmujące” i ponowił apel do polskiego rządu o udzielenie odpowiedzi na wszystkie 11 szczegółowych pytań, które Komisja przedstawiła w liście z 19 września.
Podczas debaty w PE nt. afery wizowej w Polsce 14 lutego 2024 Henrik Nielsen z departamentu Komisji Europejskiej odpowiedzialnego za migrację i sprawy wewnętrzne zapowiedział przeprowadzenie kontroli niektórych polskich konsulatów pod kątem oceny działania strefy Schengen i systemu zabezpieczeń przed możliwością korupcji i oszustw.

#### Afryka
Niewielkie protesty przeciwko korupcji w czasie procesu przyznawania wiz odbyły się przed polskim konsulatem w Kampali w Ugandzie.

## Raport Komisji Śledczej
3 grudnia 2024 sejmowa komisja śledcza do spraw afery wizowej przyjęła raport końcowy. W raporcie zarzucono rządowi Zjednoczonej Prawicy brak strategii migracyjnej, wydawanie poleceń przez wysokich urzędników MSZ ograniczających rolę konsulów, stosowanie pozaprawnych tzw. szybkich ścieżek. Komisja skierowała 11 zawiadomień do prokuratury odnośnie osób, które jej zdaniem działały na szkodę interesu publicznego. Zawiadomienia dotyczą Mateusza Morawieckiego, Zbigniewa Raua, byłego wiceministra rolnictwa Lecha Kołakowskiego, jego współpracownika Macieja Lisowskiego, Mariusza Kamińskiego, byłej minister rozwoju Jadwigi Emilewicz, byłego szefa CBA Andrzeja Stróżnego, byłej pełnomocniczki premiera do spraw GovTech Justyny Orłowskiej, byłego dyrektora generalnego Służby Zagranicznej Macieja Karasińskiego oraz dyrektorów Departamentu Konsularnego MSZ: Marcina Jakubowskiego i Beaty Brzywczy.
Według komisji były minister SZ Zbigniew Rau nadużył uprawnień przy przyjęciu koncepcji rozwoju Centrum Decyzji Wizowych i Centrum Informacji Konsularnej. Miał też nie dopełnić obowiązków poprzez brak odpowiedniego nadzoru w MSZ, co umożliwiło działanie w ramach struktury ministerstwa osób, które uczestniczyły w nielegalnym handlu wizami. Nie sprawował też odpowiedniego nadzoru nad procesem tworzenia projektu rozporządzenia, które upraszczało dostęp do wiz dla obywateli 21 krajów. Ponadto zdaniem komisji Zbigniew Rau, Mateusz Morawiecki oraz Jadwiga Emilewicz nadużyli swoich uprawnień i nie dopełnili obowiązków poprzez wdrożenie w życie i realizację bez podstawy prawnej programu Poland.Business Harbour, zakładającego uproszczoną procedurę wizową dla specjalistów branży IT.
Jedno z zawiadomień do prokuratury dotyczy byłych szefów MSWiA Mariusza Kamińskiego oraz CBA – Andrzeja Stróżnego. Według komisji po uzyskaniu w lipcu 2022 informacji o procederze przestępczym przy legalizacji pobytu cudzoziemców w MSZ Kamiński zaniechał koordynacji działań służb specjalnych – Agencji Wywiadu i Centralnego Biura Antykorupcyjnego posiadających wiedzę o przestępczym procederze w MSZ. Kamiński "co najmniej do końca kwietnia 2023 nie przeciwdziałał udziałowi Piotra Wawrzyka w posiedzeniach Komitetu Rady Ministrów do spraw Bezpieczeństwa Narodowego i Spraw Obronnych w zastępstwie ministra Zbigniewa Raua".
Ponadto komisja ustaliła, że w okresie od 12 listopada 2019 do 20 listopada 2023 wydano ponad 3 mln 610 tys. wiz, w tym prawie 377 tys. wiz Schengen i 2 mln 872 tys. krajowych wiz pracowniczych. Stanowiło to 47,7% wszystkich takich wiz wydanych w Unii Europejskiej.
Skala afery okazała się dużo mniejsza niż pierwotnie informowano. Komisja ustaliła, że Edgar Kobos przekazał dane dotyczące co najmniej 607 cudzoziemców, a wizy wydano co najmniej 358 z tych osób.